# Scaptomyza kilembea
Scaptomyza kilembea är en tvåvingeart som beskrevs av Tsacas 1972. Scaptomyza kilembea ingår i släktet Scaptomyza och familjen daggflugor.
Artens utbredningsområde är Uganda. Inga underarter finns listade i Catalogue of Life.